# Antiga Casa del Consolat Tarragoní
L'Antiga Casa del Consolat Tarragoní és una obra de Tarragona protegida com a Bé Cultural d'Interès Local.

## Descripció
Edifici amb aspecte de castell feudal, de quatre plantes d'alçada. Construït en gran part amb carreus romans visibles des de la Plaça de Santiago Rusiñol, possibles restes de l'edifici que ocupava la segona terrassa de la ciutat a l'època romana. Porta d'arc de mig punt al carrer Escrivanies Velles i escut de pedra de la ciutat de Tarragona a la Plaça Rusiñol.

## Història
L'historiador Adolf Alegret situà aquest edifici al segle xiii, i diu que la casa tenia els pisos i l'escalinata de fusta, circumstància que persistí fins a mitjan segle xix.